# Antoine Hubert
Pour les articles homonymes, voir Hubert.
Ne pas confondre avec le pilote automobile français Anthoine Hubert ou l’écrivain belge Hubert Antoine.
Antoine Hubert, né le 20 février 1977 dans le 11e arrondissement de Paris, est un acteur français. Il a joué (uniquement) dans plusieurs films de son père, Jean-Loup Hubert.

## Biographie
Antoine Hubert est le frère de Julien Hubert.

## Filmographie
- 1987 : Le Grand Chemin : Louis
- 1989 : Après la guerre : Antoine
- 1990 : La Reine blanche : Nicolas
- 1993 : À cause d'elle : Antoine Hervy